# وله
وله روستایی از توابع بخش آسارا شهرستان کرج در استان البرز ایران است.

## جمعیت
این روستا در دهستان نسا قرار دارد و براساس سرشماری مرکز آمار ایران در سال ۱۳۸۵، جمعیت آن ۳۰۲ نفر (۷۶خانوار) بوده‌است.

## مردم
مردم روستای وله به زبان گیلکی
صحبت می‌کنند.